# Bodman-Ludwigshafen

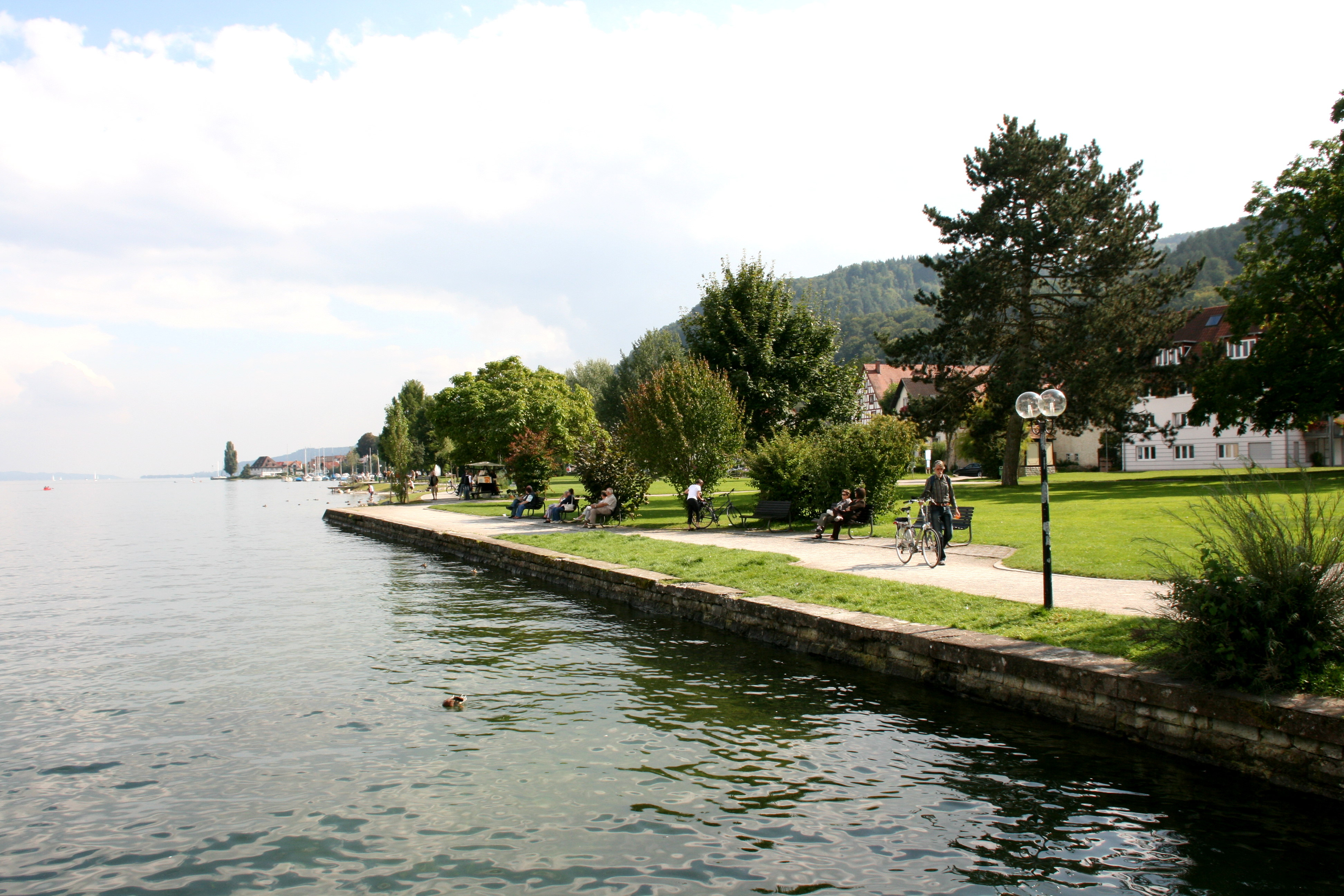
Uferpark Bodman

Bodman-Ludwigshafen es un municipio alemán situado en el distrito de Constanza, en Baden-Wurtemberg. Tiene una población estimada, a fines de marzo de 2024, de 4868 habitantes.
Las aldeas de Bodman y de Ludwigshafen fueron municipios independientes hasta 1975, en que se concretó la fusión.
La zona de Bodman-Schachen fue declarada Patrimonio de la Humanidad por la UNESCO en 2011 como parte de "Los palafitos prehistóricos alrededor de los Alpes". A orillas del lago de Constanza, en Baden-Württemberg, hay nueve lugares de palafitos. Pertenecen a un patrimonio arqueológico que se remonta al año 5000 a. C.

## Aldeas

### Bodman
Los alamanes usaron probablemente primero el modismo de zi deme podame, que significa sobre el suelo, y de ahí provienen los topónimos Bodanrück, Bodensee, el nombre alemán del lago, y Bodman. Bodman era el centro de un extenso territorio de soberanía de duques alamanes y probablemente ya en el siglo VI sitio de una pfalz (sede de gobierno), aunque la primera mención escrita de una pfalz en Bodman se encuentra en un documento de mediados del siglo VIII.
Lugares de interés
- Lagar (Torkel), edificio construido en 1772 con gran prensa de uva en el interior, en servicio hasta 1960, en la actualidad usado en verano para exhibiciones de arte[6]
- Palacio de Bodman
- Ruina Viejo-Bodman
- Palacio Frauenberg
- Reserva natural Aachried, de 130 ha, entre Bodman y Ludwigshafen[7]

## Ludwigshafen
Historia
El nombre original de Ludwigshafen es Sernatingen. Bajo este nombre fue mencionado en libros del siglo XII. En el momento de la inauguración del nuevo puerto en 1826, la aldea fue renombrada Ludwigshafen (Puerto de Luis) en honor del Gran Duque Luis de Baden.
Lugares de interés
- Aduana (Zollhaus), construida en 1837.[8] En la actualidad el edificio principal alberga el ayuntamiento de Ludwigshafen y el edificio de almacenamiento es usado para exhibiciones y eventos culturales[9][8]
- Quebrada del arroyo Gießbach (Gießbachtobel), pequeña barranca estrecha en el bosque por encima de la aldea[10]